# شیمی آلی قلع

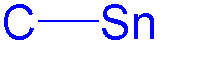
ترکیبات آلی قلع

شیمی آلی قلع(به انگلیسی: Organotin chemistry) شاخه‌ای از علم شیمی آلی فلزی است که به بررسی ترکیبات آلی قلع که در آن یک اتم قلع با یک شاخه کربنی پیوند کووالانسی دارد،می‌پردازد.نخستین ترکیب آلی قلع در سال ۱۸۴۹ میلادی توسط ادوارد فرانکلند شیمیدان انگلیسی، کشف شد.این ترکیب، دی اتیل تین دی یدید بود.یکی از کاربردهای این ترکیبات استفاده به عنوان عامل ضد اورگانیسم و ضد خزه است.